# Torresabela fairmairii
Torresabela fairmairii är en insektsart som beskrevs av Victor Antoine Signoret 1853. Torresabela fairmairii ingår i släktet Torresabela och familjen dvärgstritar. Inga underarter finns listade i Catalogue of Life.